# Betty Harris

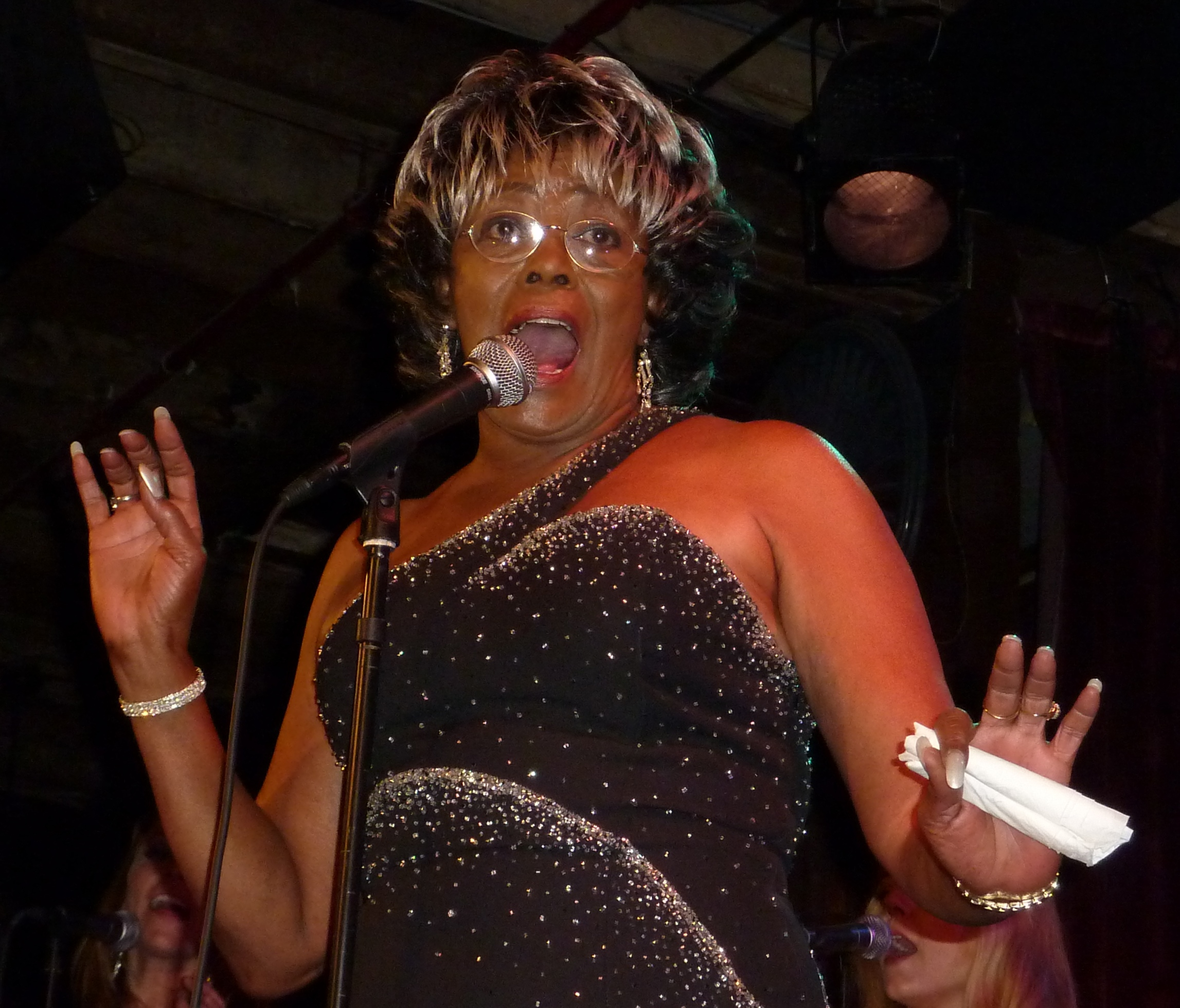
Betty Harris at Brooklyn Soul Festival 2010

Betty Harris, cantante de soul, R&B y Funk nacida en Orlando (Florida) en 1941. Triunfó en el ámbito del deep soul con el tema "Cry to me".
Nació en Florida en 1941, y pasó su niñez y juventud en Alabama. Era hija de predicadores, y de ahí sus profundas raíces religiosas y apego al góspel. Para su familia y ella misma la decisión de cantar soul fue un problema, por lo que con tan solo 17 años se fue de su casa para emprender una carrera artística. Comenzó en los escenarios de la mano de la estrella de R&B Big Maybelle en California. Más tarde fue fichada por Douglas Records, donde grabó el sencillo "Taking Care of Business" a principios de los 60s. Babe Chivian, asistente de la discográfica, le recomendó que se trasladara a Nueva York prometiéndole una audición con Bert Berns de la compañía Brill Building. En esta audición cantó el tema "Cry to Me" de Solomon Burke, con un aire cercano al góspel. Bert Berns la llevó al estudio rápidamente. Este tema empezó a sonar en las radios de Nueva York a modo de hit local, sorprendiendo por su calidad superior al original. Hizo una gira nacional y acutó en el Apollo Theater. Después de este sencillo llegaron "His kiss" y "Mo Jo Hannah". Durante una gira en 1965 conoció al productor de Nueva Orleans Allen Toussaint, siendo la primera artista en grabar para la discográfica Sansu Label, con el sencillo "I'm Evil Tonight". La música cercana al góspel de Harris fue pasando cada vez a sonidos más funky hasta pasar al R&B de Nueva Orleans. En 1966 lanzó la balada "Sometime" pasó al tema rítmico "I Don't Want to Hear It". En 1967 lanzó los hits "12 red roses" y "Nearer to You". Junto a Lee Dorsey participó en el tema "Love Lots of Lovin'". Betty Harris tenía firmado un tour junto a Otis Redding pero el 10 de diciembre de 1967 Redding se mató en un accidente de avión. En 1968 tocó junto a The Meters en "Mean Man", y en una última colaboración junto a Allen Toussaint "Trouble with My Lover". En 1970 Harris se retiró alejándose de la industria musical. Su carrera continuó en la iglesia dentro del black góspel. También solía dar magistrales clases de técnica vocal y canto. En 2001 se anunció su vuelta, y el guitarrista Chris Stovall Brown se ofreció para hacer su primera grabación después de 35 años, pero al final no fue posible. El 14 de abril de 2005 hizo su primera actuación después de tres décadas con fines caritativos.

## Discografía
| Año  | Título          | Discográfica |
| ---- | --------------- | ------------ |
| 1966 | Soul perfection | Action       |